# Le Mesnil-Rogues
Le Mesnil-Rogues is een plaats en voormalige gemeente in het Franse departement Manche in de regio Normandië en telt 149 inwoners (2005). De plaats maakt deel uit van het arrondissement Coutances.

## Geschiedenis
Le Mesnil-Rogues maakte tot 22 maart 2015 deel uit van het kanton Gavray totdat dit op  werd opgeheven en opging in het kanton Quettreville-sur-Sienne. Op 1 januari 2019 fuseerde de gemeente met Gavray, Le Mesnil-Amand en Sourdeval-les-Bois tot de commune nouvelle Gavray-sur-Sienne.

## Geografie
De oppervlakte van Le Mesnil-Rogues bedraagt 4,9 km², de bevolkingsdichtheid is 30,4 inwoners per km².
De onderstaande kaart toont de ligging van Le Mesnil-Rogues met de belangrijkste infrastructuur en aangrenzende gemeenten.

## Demografie
Onderstaande figuur toont het verloop van het inwonertal (bron: INSEE-tellingen).

Gavray · Le Mesnil-Amand · Le Mesnil-Rogues · Sourdeval-les-Bois